# Panorpa dissimilis
Panorpa dissimilis är en näbbsländeart som beskrevs av Carpenter 1931. Panorpa dissimilis ingår i släktet Panorpa och familjen skorpionsländor. Inga underarter finns listade i Catalogue of Life.